# Okushiri
La isla de Okushiri (en japonés: 奥尻島, Okushiri-tō) es una pequeña isla costera de Japón que se encuentra en aguas del mar de Japón, frente a la costa occidental de la gran islas de Hokkaido. Administrativamente pertenece a la prefectura de Hokkaido y es parte del parque natural prefectural de Hiyama.
Tiene una superficie de 142,97 km². La ciudad de Okushiri y el parque natural prefectural de Hiyamade abarcan casi toda la isla.
El aeropuerto de Okushiri es que el sirve a la isla regularmente.

## Historia
El nombre Okushiri viene del nombre ainu "Ikusyun-Shiri". Iku significa "otro lado" y la palabra "Shiri" significa isla.
Okushiri ha sido golpeada por varios desastres naturales, incluyendo el terremoto del Mar de Japón de 1983 el 26 de mayo de 1983 que mató a dos personas, y, más mortífero, el terremoto y tsunami de Hokkaidō de 1993 el 12 de julio de 1993. El terremoto de 1993 tuvo una magnitud de 7,7 en la escala de magnitud de momento y una intensidad máxima sentida de VIII (Severo) en la escala sismológica de Mercalli. Desencadenó un gran tsunami que causó muertes en Hokkaidō y en el sureste de Rusia, con un total de 230 muertes registradas. La isla de Okushiri fue la más afectada, con 198 víctimas del terremoto, el tsunami y un gran deslizamiento de tierra. El tsunami inundó grandes partes de Okushiri, a pesar de sus defensas contra tsunamis. La isla se hundió entre 5 y 80 centímetros. Después del tsunami, el número de residentes disminuyó lentamente y continúa haciéndolo.

## Clima
| Parámetros climáticos promedio de Okushiri, Japón | Parámetros climáticos promedio de Okushiri, Japón | Parámetros climáticos promedio de Okushiri, Japón | Parámetros climáticos promedio de Okushiri, Japón | Parámetros climáticos promedio de Okushiri, Japón | Parámetros climáticos promedio de Okushiri, Japón | Parámetros climáticos promedio de Okushiri, Japón | Parámetros climáticos promedio de Okushiri, Japón | Parámetros climáticos promedio de Okushiri, Japón | Parámetros climáticos promedio de Okushiri, Japón | Parámetros climáticos promedio de Okushiri, Japón | Parámetros climáticos promedio de Okushiri, Japón | Parámetros climáticos promedio de Okushiri, Japón | Parámetros climáticos promedio de Okushiri, Japón |
| Mes                                               | Ene.                                              | Feb.                                              | Mar.                                              | Abr.                                              | May.                                              | Jun.                                              | Jul.                                              | Ago.                                              | Sep.                                              | Oct.                                              | Nov.                                              | Dic.                                              | Anual                                             |
| ------------------------------------------------- | ------------------------------------------------- | ------------------------------------------------- | ------------------------------------------------- | ------------------------------------------------- | ------------------------------------------------- | ------------------------------------------------- | ------------------------------------------------- | ------------------------------------------------- | ------------------------------------------------- | ------------------------------------------------- | ------------------------------------------------- | ------------------------------------------------- | ------------------------------------------------- |
| Temp. máx. abs. (°C)                              | 9.6                                               | 12.9                                              | 14.5                                              | 21.5                                              | 23.1                                              | 26.4                                              | 31.2                                              | 33.2                                              | 30.9                                              | 23.8                                              | 19.0                                              | 14.6                                              | 33.2                                              |
| Temp. máx. media (°C)                             | 1.6                                               | 1.9                                               | 5.3                                               | 10.0                                              | 14.6                                              | 19.0                                              | 22.9                                              | 25.4                                              | 22.6                                              | 16.6                                              | 10.0                                              | 3.9                                               | 12.8                                              |
| Temp. media (°C)                                  | -0.4                                              | −0.2                                              | 3.0                                               | 7.4                                               | 11.7                                              | 16.0                                              | 20.1                                              | 22.5                                              | 20.0                                              | 14.2                                              | 7.6                                               | 1.7                                               | 10.3                                              |
| Temp. mín. media (°C)                             | −2.4                                              | −2.2                                              | 0.7                                               | 5.0                                               | 9.3                                               | 13.6                                              | 17.9                                              | 20.1                                              | 17.5                                              | 11.8                                              | 5.1                                               | −0.5                                              | 8.0                                               |
| Temp. mín. abs. (°C)                              | -12.7                                             | -13.4                                             | -10.4                                             | -4.6                                              | 0.2                                               | 5.0                                               | 8.9                                               | 12.1                                              | 6.6                                               | -0.2                                              | -7.6                                              | -13.2                                             | -13.4                                             |
| Precipitación total (mm)                          | 29.6                                              | 34.1                                              | 42.4                                              | 64.2                                              | 83.8                                              | 76.3                                              | 113.3                                             | 127.1                                             | 122.7                                             | 90.4                                              | 84.2                                              | 61.9                                              | 920.1                                             |
| Días de lluvias (≥ 1 mm)                          | 6.3                                               | 5.4                                               | 6.6                                               | 7.7                                               | 8.4                                               | 7.3                                               | 8.7                                               | 8.1                                               | 9.5                                               | 11.0                                              | 11.1                                              | 9.2                                               | 99.3                                              |
| Horas de sol                                      | 45.2                                              | 71.3                                              | 158.2                                             | 207.9                                             | 196.2                                             | 178.4                                             | 154.3                                             | 199.1                                             | 189.1                                             | 160.6                                             | 87.0                                              | 46.3                                              | 1693.6                                            |
| Fuente:                                           |                                                   |                                                   |                                                   |                                                   |                                                   |                                                   |                                                   |                                                   |                                                   |                                                   |                                                   |                                                   |                                                   |